# Хрстич, Милош
Ми́лош Хрстич (сербохорв. Miloš Hrstić; род. 20 ноября 1955, Риека) — югославский футболист, игравший на позиции защитника, и югославский и хорватский тренер. Участник Олимпийских игр 1980 и чемпионата мира 1982 года в составе сборной Югославии.

## Клубная карьера
Хрстич является воспитанником клуба «Риека» из одноимённого города, где начинал карьеру на позиции центрального полузащитника. Во взрослом футболе дебютировал в 1975 году за основную команду клуба, в которой провёл десять сезонов, приняв участие в 230 матчах чемпионата и забив 10 голов. Большую часть времени, проведённого в составе «Риеки», был основным игроком защиты команды и стал двукратным обладателем Кубка Югославии.
В течение 1985—1987 годов защищал цвета испанского клуба «Депортиво» из Сегунды, где в первом сезоне был ключевым игроком обороны команды и выходил на поле в стартовом составе в 27 играх. Завершил игровую карьеру в команде «Олимпия» (Любляна), за которую выступал на протяжении 1987—1988 годов во втором югославском дивизионе.

## Карьера в сборной
В 1978 году Хрстич принимал участие в чемпионате Европы среди молодёжных команд и в результате стал победителем турнира. Привлекался в состав олимпийской сборной Югославии, с которой в 1979 году выиграл домашние Средиземноморские игры, а в следующем году был участником футбольного турнира на Олимпийских играх 1980 года в Москве. На этом турнире защитник сыграл в четырёх играх, а команда заняла 4 место.
15 ноября 1978 года дебютировал в официальных матчах в составе национальной сборной Югославии в игре Балканского кубка 1977—1980 против Греции (4:1).
В составе сборной был участником чемпионата мира 1982 года в Испании, где он вышел на замену в одном матче с Северной Ирландией (0:0), а его сборная не вышла из группы. Этот матч стал последним для Милоша в сборной.
Всего в течение карьеры в национальной команде, которая длилась 5 лет, провёл в её форме 10 матчей.

## Тренерская карьера
Начал тренерскую карьеру сразу же по завершении карьеры игрока, в 1988 году, возглавив тренерский штаб клуба «Ориент». Впоследствии работал с другими хорватскими командами «Пазинка» и «Гробничан», а также молодёжной командой «Риеки».
В 1994 году он поехал в Оман, став главным тренером одного из лучших клубов страны «Дофара», где проработал один сезон, после чего возглавил бахрейнский «Ист Риффа», где пробыл два года.
В 1998 году Хрстич стал главным тренером «Сычуань Цюаньсин» и повторил лучший результат в истории клуба — третье место в китайской Суперлиге. Работал в команде до 2000 года с перерывом на работу в эмиратском «Аль-Иттихаде» (Кальба), а в дальнейшем возглавлял ряд других китайских клубов — «Хэнань Констракшн», «Чунцин Лифань», «Хунань Биллоуз» и «Шэньси Лаоченген». Также Хрстич тренировал бахрейнский «Бусайтин» а саудовский «Аль-Таавун». С 2017 по 2019 год работал спортивным директором молодёжной академии «Сычуань Лонгфор» в Китае.

## Достижения
«Риека»
- Обладатель Кубка Югославии (2): 1977/1978, 1978/1979